# 동방 위성 텔레비전
상하이 동방 위성 TV(영어: Dragon Television, 중국어: 上海東方衛視, 东方卫视)은 중화인민공화국 상하이시의 상하이 미디어 그룹에서 방송되는 위성 텔레비전 채널이다. 1998년 10월 1일에 상하이 위성 텔레비전(上海衛視)이란 이름으로 개국하였으며, 2003년 10월 23일에는 현재의 명칭으로 변경하였다.
상하이 동방 위성 텔레비전은 2개의 위성을 통하여 중국 내의 주요 도시들과 마카오 외에 일본, 호주, 북미, 유럽 등지에서 6억 명의 시청자를 확보하고 있다.
상하이 동방 위성 텔레비전의 뉴스 프로그램은 모회사인 상하이 미디어 그룹의 TV 뉴스 제작 센터이다. 2011년 6월 20일에 새로 개편한 이 센터는 아시아 최대 규모의 오픈 뉴스 스튜디오이다.

## 주요 프로그램
- 간동방(看东方)(Morning): 아침 뉴스 및 정보 프로그램. 월요일~금요일 7:00~9:00, 주말 7:00~8:30에 방송한다.
- 동방오신문(东方午新闻)(News Midday): 정오 뉴스. 월요일~금요일 12:00~12:30에 방송한다.
- 동방신문(东方新闻)(Primetime News): 메인 뉴스. 매일 18:00~19:00에 방송한다.
- 직파상해(直播上海)(Shanghai Today): 상하이 지역 뉴스. 월~금 21:00~21:10에 방송한다.
- 자오선(子午线)(Meridian): 심야 시사 프로그램. 23:30-00:00에 생방송으로 방송한다.
- 쌍성기(双城记)(Tale of Two Cities): 홍콩과 타이완 정치 토크쇼. 매주 토요일 낮 12:00~12:30에 방송한다.
- 환구교차점(环球交叉点)(Crossover): 중국국제방송과 공동제작하는 국제 뉴스 및 이슈 프로그램. 매주 일요일 낮 12:00~12:30에 방송한다.